# Łukasz (biskup koptyjski)
Łukasz (ur. 5 listopada 1949) – duchowny Koptyjskiego Kościoła Ortodoksyjnego, od 1986 biskup Abnub.

## Życiorys
23 marca 1977 złożył śluby zakonne w monasterze św. Paisjusza. Święcenia kapłańskie przyjął 21 maja 1979. Sakrę biskupią otrzymał 22 czerwca 1986.